# Fernando Gómez Colomer
Fernando Gómez Colomer (Valência, 11 de setembro de 1965) é um ex-futebolista espanhol.

## Carreira
Fernando Gómez Colomer fez parte do elenco da Seleção Espanhola de Futebol da Copa do Mundo de 1990. Ele atuou em uma partida. Jogou praticamente toda sua carreira no Valencia. É o recordista de partidas da equipe valenciana onde atuou por 552 partidas e o quarto maior artilheiro com 143 gols.